# Reforma constitucional española de 2011
La reforma constitucional española de 2011 modificó el artículo 135 de la Constitución española estableciendo en el texto el concepto de estabilidad presupuestaria y que el pago de la deuda pública fuese lo primero a pagar frente a cualquier otro gasto del Estado en los presupuestos generales, sin enmienda o modificación posible. La entrada en vigor de parte del artículo se demora a 2020. Es la segunda reforma constitucional tras la de 1992.

## Modificación del artículo
La propuesta de reforma fue realizada el 23 de agosto de 2011 por el entonces presidente del Gobierno, el socialista José Luis Rodríguez Zapatero. La reforma contó con el apoyo de los dos partidos mayoritarios, Partido Popular y Partido Socialista Obrero Español, así como por Unión del Pueblo Navarro. Puesto que PSOE y PP tenían conjuntamente, en dicha legislatura, más del 90 % de diputados y senadores, y al tratarse de una reforma por proceso ordinario, no fue necesario un referéndum; tampoco fue solicitado por un 10 % de los representantes de una de ambas Cámaras dentro del plazo previsto, que concluyó el 26 de septiembre de 2011.
Sin embargo el resto de partidos representados en las Cortes Generales se mostraron descontentos ante dicha reforma en la que, según ellos, no se les había llamado a la negociación, lo que les llevó a acusar a ambos partidos de «romper el proceso constituyente».
El artículo antes de reformarse era el siguiente:

Artículo 135
1. El Gobierno habrá de estar autorizado por ley para emitir Deuda Pública o contraer crédito.
2. Los créditos para satisfacer el pago de intereses y capital de la Deuda Pública del Estado se entenderán siempre incluidos en el estado de gastos de los presupuestos y no podrán ser objeto de enmienda o modificación, mientras se ajusten a las condiciones de la ley de emisión.

Antiguo artículo 135 de la Constitución española.

El nuevo artículo 135 quedó redactado como sigue:

Artículo 135
1. Todas las Administraciones Públicas adecuarán sus actuaciones al principio de estabilidad presupuestaria.

2. El Estado y las Comunidades Autónomas no podrán incurrir en un déficit estructural que supere los márgenes establecidos, en su caso, por la Unión Europea para sus Estados Miembros.
Una Ley Orgánica fijará el déficit estructural máximo permitido al Estado y a las Comunidades Autónomas, en relación con su producto interior bruto. Las Entidades Locales deberán presentar equilibrio presupuestario.

3. El Estado y las Comunidades Autónomas habrán de estar autorizados por Ley para emitir deuda pública o contraer crédito.
Los créditos para satisfacer los intereses y el capital de la deuda pública de las Administraciones se entenderán siempre incluidos en el estado de gastos de sus presupuestos y su pago gozará de prioridad absoluta. Estos créditos no podrán ser objeto de enmienda o modificación, mientras se ajusten a las condiciones de la Ley de emisión.
El volumen de deuda pública del conjunto de las Administraciones Públicas en relación al producto interior bruto del Estado no podrá superar el valor de referencia establecido en el Tratado de Funcionamiento de la Unión Europea.
4. Los límites de déficit estructural y de volumen de deuda pública sólo podrán superarse en caso de catástrofes naturales, recesión económica o situaciones de emergencia extraordinaria que escapen al control del Estado y perjudiquen considerablemente la situación financiera o la sostenibilidad económica o social del Estado, apreciadas por la mayoría absoluta de los miembros del Congreso de los Diputados.
5. Una Ley Orgánica desarrollará los principios a que se refiere este artículo, así como la participación, en los procedimientos respectivos, de los órganos de coordinación institucional entre las Administraciones Públicas en materia de política fiscal y financiera. En todo caso, regulará:
a) La distribución de los límites de déficit y de deuda entre las distintas Administraciones Públicas, los supuestos excepcionales de superación de los mismos y la forma y plazo de corrección de las desviaciones que sobre uno y otro pudieran producirse.
b) La metodología y el procedimiento para el cálculo del déficit estructural.
c) La responsabilidad de cada Administración Pública en caso de incumplimiento de los objetivos de estabilidad presupuestaria.
6. Las Comunidades Autónomas, de acuerdo con sus respectivos Estatutos y dentro de los límites a que se refiere este artículo, adoptarán las disposiciones que procedan para la aplicación efectiva del principio de estabilidad en sus normas y decisiones presupuestarias.

Disposición adicional única
1. La Ley Orgánica prevista en el artículo 135 de la Constitución Española deberá estar aprobada antes de 30 de junio de 2012.
2. Dicha ley contemplará los mecanismos que permitan el cumplimiento del límite de deuda a que se refiere el artículo 135.3.
3. Los límites de déficit estructural establecidos en el 135.2 de la Constitución Española entrarán en vigor a partir de 2020.

Disposición final única
La presente reforma del artículo 135 de la Constitución Española entrará en vigor el mismo día de la publicación de su texto oficial en el Boletín Oficial del Estado. Se publicará también en las demás lenguas de España.
Nuevo artículo 135 de la Constitución española.

## Antecedentes

### Crisis de las hipotecas subprime, crisis económica europea y Gran Recesión
En septiembre de 2008 se produjo la bancarrota de diversas entidades financieras relacionadas con el mercado de las hipotecas inmobiliarias: Lehman Brothers, Fannie Mae y Freddie Mac o la aseguradora AIG. El gobierno norteamericano intervino inyectando cientos de miles de millones de dólares para salvar algunas de estas entidades.
La crisis comenzó a extenderse por las entidades financieras que tenían inversiones en las hipotecas subprime produciéndose la denominada Crisis de las hipotecas subprime que afectó profundamente a numerosos bancos europeos. Los bancos fueron rescatados por los estados convirtiendo la deuda privada en deuda pública al tiempo que se producía una ola de degradaciones en la calificación crediticia de la deuda gubernamental entre diferentes Estados europeos. La situación concreta de los países agravó la crisis en mayor o menor medida.
En muchos de ellos, la deuda privada surgida como consecuencia de una burbuja en el precio de los activos inmobiliarios fue transferida hacia la deuda soberana, y ello como consecuencia del rescate público de los bancos quebrados y de las medidas de respuesta de los gobiernos a la debilidad económica post burbuja. La estructura de eurozona como una unión monetaria (esto es, una unión cambiaria) sin unión fiscal (esto es, sin reglas fiscales únicas ni sobre las pensiones) contribuyó a la crisis y tuvo un fuerte impacto sobre la capacidad de los líderes europeos para reaccionar. Los bancos nacionales europeos tienen en su propiedad cantidades considerables de deuda soberana, de modo que la preocupación sobre la solvencia de los sistemas bancarios europeos o sobre la solvencia de la deuda soberana se refuerzan negativamente.
La persistencia de la crisis a principios de 2010 llevó a los ministros de finanzas europeos el 9 de mayo de 2010 a aprobar un paquete de rescate de 750 000 millones de euros dirigido a asegurar la estabilidad financiera de la UE mediante la creación de un Fondo Europeo de Estabilidad Financiera (FEEF).
En octubre de 2011 y febrero de 2012, se acordaron más medidas diseñadas para prevenir el colapso de la economía de sus miembros. Estas incluyeron un acuerdo por el que los bancos aceptaban una quita del 53.5% de la deuda griega debida a acreedores privados, el aumento del FEEF hasta un importe superior al millardo de euros, y el requerimiento a los bancos europeos de alcanzar un 9% de capitalización.

### Regla de Oro presupuestaria y Pacto fiscal Europeo
Con el objetivo de intentar restaurar la confianza financiera en Europa, los líderes de la UE también acordaron crear un Pacto Fiscal Europeo incluyendo el compromiso de cada país participante en introducir una regla de oro presupuestaria en sus constituciones. 

(...) la obligación de las Partes Contratantes de transponer la «regla de equilibrio presupuestario» en sus ordenamientos jurídicos nacionales, mediante disposiciones vinculantes, permanentes y preferentemente de rango constitucional(...)
Tratado de Estabilidad, Coordinación y Gobernanza en la Unión Económica y Monetaria

Los políticos europeos también propusieron una mayor integración en la gestión bancaria europea desarrollando un seguro de depósitos, una supervisión bancaria y medidas de recapitalización a escala continental. El Banco Central Europeo ha tomado medidas para mantener los flujos de dinero entre bancos europeos bajando los tipos de interés y proveyendo a los bancos más débiles con préstamos baratos por un importe de hasta un millardo de euros.
Aunque la deuda soberana aumentó sustancialmente solo en algunos países europeos, se instaló la percepción de que el problema era compartido por la zona en su conjunto, lo que condujo a la especulación constante sobre la posibilidad de que la zona euro se quebrara. No obstante, hacia mediados de noviembre de 2011, el Euro se intercambiaba por un precio incluso superior al del bloque de principales socios comerciales de la UE que antes de la crisis, antes de perder algo de terreno como durante los meses siguientes. Los tres países más afectados, Grecia, Irlanda y Portugal, colectivamente sumaban el 6% del producto interior bruto(PIB) de la eurozona. En junio de 2012, también España se convirtió en objeto de preocupación, cuando el aumento de los tipos de interés comenzó a afectar su capacidad de acceder a los mercados de capitales, conduciendo a un rescate de sus bancos y a otras medidas.
En el año 2008 los Estados miembros de la Unión Europea (y gran parte del resto de países) se vieron inmersos en la denominada Gran Recesión como las particularidades propias de Europa y de cada país. Países como Francia y Alemania propusieron que los estados de la zona euro incluyesen en sus respectivas constituciones medidas destinadas a limitar el déficit público.

## Reforma constitucional española de 2011
Ante el agravamiento de la Crisis el gobierno socialista de José Luis Rodríguez Zapatero en España optó por establecer márgenes para el déficit estructural del Estado, así como la obligatoriedad para las comunidades autónomas de solicitar por Ley la emisión de deuda (lo que supone una auténtica novedad). Lo que se interpretó como un claro mensaje a los mercados financieros: la intención de tranquilizar a los inversores. La obligación de las comunidades autónomas de ajustarse al principio de estabilidad presupuestaria, y el hecho de dejar una puerta abierta para superar estos límites de déficit estructural (solo aplicable “…en caso de catástrofes naturales, recesión económica o situaciones de emergencia extraordinaria que escapen al control del Estado y perjudiquen considerablemente la situación financiera o la sostenibilidad económica o social del Estado…”) son otros dos añadidos destacables de la Reforma. Una Ley Orgánica estará encargada de desarrollar por completo el artículo, fijando el año 2020 como el inicio del nuevo límite para el déficit estructural.
El proceso se tramitó de forma similar que en el caso de la Primera Reforma Constitucional; sin embargo, no contó con las mismas facilidades en el camino, siendo solo el PSOE y el PP los Grupos Parlamentarios que presentaron conjuntamente la Proposición de Reforma del artículo 135. En el Congreso, fueron hasta veinticuatro las enmiendas presentadas en contra de dicha Proposición, aunque todas se desestimaron. Únicamente se admitió una enmienda en uno de los apartados (135.3), presentada in voce por el Presidente del Congreso José Bono, para corregir un error gramatical:  "... en relación al PIB del Estado" por "... en relación con el PIB del Estado". Finalmente fue aprobado en el Congreso con solo cinco votos en contra (de un total de 321). En el Senado, veintinueve enmiendas se presentaron en contra, y de nuevo ninguna de ellas consiguió su propósito. En la Cámara Alta, con tres votos en contra (de un total de 236) fue aprobada la Proposición en el mes de septiembre.

### Promulgación el 27 de septiembre de 2011
Una vez más no hubo referéndum ya que no se consiguió el número de diputados y/o senadores suficientes (un 10% de diputados o 10% de senadores según el Artículo 167 de la Constitución), y la segunda reforma constitucional quedó finalmente sancionada y promulgada por el rey y publicada en el BOE el 27 de septiembre de 2011. La mayor parte de la reforma entró en vigor en dicha fecha y parte en 2020.

## Críticas y valoraciones a la reforma constitucional
En general las críticas se dirigieron contra la ausencia de diálogo con todos los partidos no mayoritarios, la urgencia en la reforma, el olvido de otras reformas que se consideraban necesarias en la constitución, la ausencia de referéndum y la obediencia que el gobierno de Zapatero -con el apoyo del Partido Popular- mostraba ante las autoridades económicas europeas.
Javier Pérez Royo consideró la reforma como necesaria, como una exigencia para la supervivencia de la Unión Europea, pero precipitada -la entrada en vigor se pospone al 2020- y entendió que dinamitaba las posibilidades del PSOE en las siguientes elecciones generales -como de hecho ocurrió-. Entiende que ya que no se podía hacer nada 'económicamente' para mostrar credibilidad se hizo el cambio constitucional para mostrar que se estaba dispuesto a todo. También consideró que la reforma era una innovación en el Derecho constitucional europeo pero un cercenamiento de la soberanía.
Vicenç Navarro calificó la reforma como neoliberal ya que fue propiciada y promovida por el ala económica liberal que dominaba el gobierno de José Luis Rodríguez Zapatero y al propio PSOE (Pedro Solbes, Jordi Sevilla, Miguel Sebastián, David Taguas, Elena Salgado y otros). Para Navarro La máxima expresión de este neoliberalismo en el gobierno Zapatero fue el cambio de la Constitución, hecho en cuestión de días, que obligaba al Estado a tener un déficit casi cero (lo cual condena a España a continuar a la cola de la Europa Social) quedando escrito en piedra que el máximo deber del Estado era pagar la deuda pública, forzando... unos recortes de gasto que imposibilitan que España y sus CC. AA. puedan corregir el enorme retraso de gasto público social que tiene el país. Treinta y cinco años después de iniciarse la democracia, España tiene el gasto público social por habitante más bajo de la UE-15 (junto con Portugal).
La reforma fue valorada como necesaria y muy positiva por el expresidente del Gobierno de España, Felipe González, quien afirmó: La estabilidad presupuestaria es una condición necesaria para garantizar, a medio y largo plazo, un crecimiento económico sostenido. Los desequilibrios permanentes, con déficits estructurales y deudas acumuladas que se hacen impagables, arruinan las perspectivas de crecimiento y merman la confianza de todos los actores. La consecuencia es inexorable: no se pueden mantener las políticas de cohesión social que definen nuestro modelo. No es, o no debe ser, un problema ideológico, sino de sentido común y de responsabilidad de los gobernantes(...) Por eso es bueno que haya un acuerdo que obligue a todos sobre la estabilidad presupuestaria en el medio y el largo plazo. Y el mecanismo más contundente para obligar a tirios y troyanos es que figure en la Constitución.
Una valoración crítica, de índole jurídico, fue la supeditación que hace el artículo con el Tratado de Funcionamiento de la Unión Europea, en cuanto a la fijación del volumen conjunto de la deuda pública en relación con el PIB, que ha sido considerada desacertada por poder quedar caduca en cuanto la norma comunitaria modifique su nombre o se derogue; además dicho Tratado no es quien marca directamente la deuda máxima permitida sino un protocolo anexado a este.